# David Le Bars
David Le Bars, né le 23 mars 1969 à Eaubonne (Val-d'Oise), est un haut fonctionnaire, commissaire de police et dirigeant syndical français. 

## Carrière
David Le Bars devient lieutenant de police en 1996 puis commissaire de police en 2003 à l’issue d’une formation à Saint-Cyr-au-Mont-d'Or.

## Autres activités
David le Bars est consultant pour la réalisation de séries policières telle Groupe Flag, tournée entre 2002 et 2008, et conseiller technique de séries et fictions, comme Engrenages (saisons 5 à 7).

## Ouvrages
- La haine dans les yeux, 2019, Albin Michel.